# (35346) Ivanoferri
(35346) Ivanoferri est un astéroïde de la ceinture principale.

## Description
(35346) Ivanoferri est un astéroïde de la ceinture principale. Il fut découvert le 1er mai 1997 à Bologne par l'observatoire San Vittore. Il présente une orbite caractérisée par un demi-grand axe de 3,18 UA, une excentricité de 0,04 et une inclinaison de 10,0° par rapport à l'écliptique.

## Compléments